# Sainte-Marthe-sur-le-Lac
Sainte-Marthe-sur-le-Lac är en stad (kommun av typen ville) i provinsen Québec i Kanada. Den ligger i regionen Laurentides, i den sydöstra delen av landet, 140 km öster om huvudstaden Ottawa. Antalet invånare var 19 797 vid folkräkningen 2021.